# Meigenia bellina
Meigenia bellina là một loài ruồi trong họ Tachinidae.